# 刘广志
刘广志（1923年3月11日—2014年11月19日），广东番禺人，中国探矿工程专家。

## 生平
1947年毕业于国立北洋大学，获工学学士学位。1995年当选为中国工程院院士。